# Torneo Preolímpico Asiático Femenino de Rugby 7 2015
El Torneo Preolímpico Asiático Femenino de Rugby 7 de 2015 fue un torneo clasificario de rugby 7 para selecciones femeninas de Asia.
El torneo otorgó una plaza para Torneo Olímpico de Río 2016 y tres plazas para el repechaje olímpico.
Se disputaron dos torneos, el primero en Hong Kong y el segundo en la ciudad de Tokio en Japón.

## Calendario
| Torneo         | Ciudad    | Fecha              | Campeón |
| -------------- | --------- | ------------------ | ------- |
| Hong Kong 2015 | Hong Kong | 7 - 6 de noviembre | Japón   |
| Tokio 2015     | Tokio     | 10 - 11 de octubre | Japón   |

## Tabla de posiciones
| Pos | País       | HKG | JPN | Puntos |
| --- | ---------- | --- | --- | ------ |
| 1   | Japón      | 6   | 6   | 12     |
| 2   | Kazajistán | 5   | 5   | 10     |
| 3   | Hong Kong  | 5   | 4   | 9      |
| 4   | China      | 4   | 5   | 9      |
| 5   | Guam       | 2   | 1   | 3      |
| 6   | Sri Lanka  | 1   | 2   | 3      |

|  | Campeón y clasificado al Torneo Olímpico de Río 2016. |
|  | Clasificado al repechaje olímpico .                   |

| Bandera de Japón       |
| Campeón Japón          |
| Clasificado a Rio 2016 |